# ليونس سيكاما
ليونس سيكاما (بالإنجليزية: Leonce Sekama)‏ (مواليد 17 نوفمبر 1980) هو سبّاح رواندي، مثّل بلاده في الألعاب الأولمبية الصيفية 2004.

## روابط خارجية
ليونس سيكاما على موقع الاتحاد الدولي للسباحة (الإنجليزية)
- ليونس سيكاما على موقع SwimRankings.net (الإنجليزية)
- ليونس سيكاما على موقع اللجنة الأولمبية الدولية (الإنجليزية)
- ليونس سيكاما على موقع أوليمبيديا (الإنجليزية)